# Tricarpelema philippense
Tricarpelema philippense är en himmelsblomsväxtart som först beskrevs av Gopinath Panigrahi, och fick sitt nu gällande namn av Robert Bruce Faden. Tricarpelema philippense ingår i släktet Tricarpelema och familjen himmelsblomsväxter. Inga underarter finns listade.